# Tashtagol
Huyện Tashtagol (tiếng Nga: ? райо́н) là một huyện hành chính tự quản (raion), của Tỉnh Kemerovo, Nga. Huyện có diện tích 90 km², dân số thời điểm ngày 1 tháng 1 năm 2024 là 21000 người. Trung tâm của huyện đóng ở Tashtagol.